# Garovaglia plumosa
Garovaglia plumosa là một loài rêu trong họ Pterobryaceae. Loài này được Herzog mô tả khoa học đầu tiên năm 1916.